# Залізна леді (фільм)
Залізна леді (англ. The Iron Lady) — британський біографічний фільм 2011 року, про найдовше-правлячого британського прем'єр-міністра 20-го століття та першої жінки прем‘єр-міністра в історії Сполученого Королівства Маргарет Тетчер. Режисером фільму стала Філліда Ллойд. Роль Тетчер зіграла Меріл Стріп, чоловіка Тетчер, Дениса Тетчера, зіграв Джим Бродбент.

## Опис
Фільм розповідає історію політичного зростання Маргарет Тетчер, її небачений успіх і, зрештою, захід її щасливої зірки. Події картини розгортаються в 1982 році. Тоді прем'єр-міністр Великої Британії Маргарет Тетчер намагалася врятувати свою кар'єру напередодні Фолклендської війни.
Фільм отримав різні відгуки, багато велося дискусій про те чи варто знімати такий фільм про ще живу людину. Натомість гра Меріл Стріп отримала широке визнання і вважається однією з найкращих у її кар'єрі. Вона отримала 17-ту номінацію на премію Оскар і була нею нагороджена (3-й Оскар у її кар'єрі). Вона також отримала свій третій Золотий глобус та другу премію BAFTA за роль у цьому фільмі.

### Реакція Маргарет Тетчер
Сама Маргарет Тетчер сприйняла фільм вкрай негативно. Вона та члени її родини від попереднього перегляду стрічки категорично відмовилися. Тетчер також ясно дала зрозуміти керівництву Консервативної партії, що вона розраховує на підтримку своїх прихильників і що вони відмовляться від перегляду «Залізної Леді». Екс-глава британського уряду заявила, що виконавиця її ролі Меріл Стріп «не змогла втілити на екрані реальний образ», і що «її видатна кар'єра стала свого роду розвагою».

## У ролях
- Меріл Стріп — Маргарет Тетчер
- Джим Бродбент — Денис Тетчер
- Александра Роач — Маргарет Тетчер у молодості
- Гаррі Ллойд — Денис Тетчер у молодості
- Ієн Глен — Альфред Робертс
- Олівія Колман — Керол Тетчер
- Ентоні Гед — Джеффрі Гау
- Ніколас Фаррел — Ейрі Нів
- Річард Грант — Майкл Геселтін
- Мартін Вімбуш — Марк Карліш
- Поул Бентлі — Дуґлас Герд
- Робін Кермеде — Джон Мейджор
- Джон Сешин — Едвард Хіт
- Роджер Аллам — Ґордон Ріс
- Майкл Пеннінгтон — Майкл Фут
- Ангус Райт — Джон Нотт
- Джуліан Водгем — Френсіс Пім
- Нік Даннінг — Джим Пріор
- Рональд Рейган — у ролі самого себе (архівні кадри)
- Реджинальд Ґрін — Рональд Рейган
- Фібі Воллер-Брідж — Сюзі, секретарка Маргарет

## Нагороди і номінації
Оскар
- Найкраща жіноча роль: Меріл Стріп
- Найкращий грим: Марк Кульє і Дж. Рой Гелланд

BAFTA
- Найкраща жіноча роль: Меріл Стріп
- Найкращий грим: Марк Кульє і Дж. Рой Гелланд

Номінації:
- Найкращий оригінальний сценарій: Ебі Морган
- Найкраща чоловіча роль другого плану: Джим Бродбент

Золотий глобус
- Найкраща актриса (драма): Меріл Стріп